# Ramat Shlomo
Ramat Shlomo est une colonie israélienne illégale au regard du droit international située à Jérusalem-Est, territoire palestinien occupé. 
Elle se trouve sur une colline au nord de Jérusalem, entre la colonie israélienne de Ramot Alon et le quartier arabe de Shuafat, de l'autre côté de la ligne verte censée séparer Israël et la Cisjordanie. La colonie est rattachée à Jérusalem-Ouest avec l'expansion des frontières israéliennes après la guerre des Six Jours. Elle a un caractère ultra-orthodoxe. 

## Expropriation de terres palestiniennes

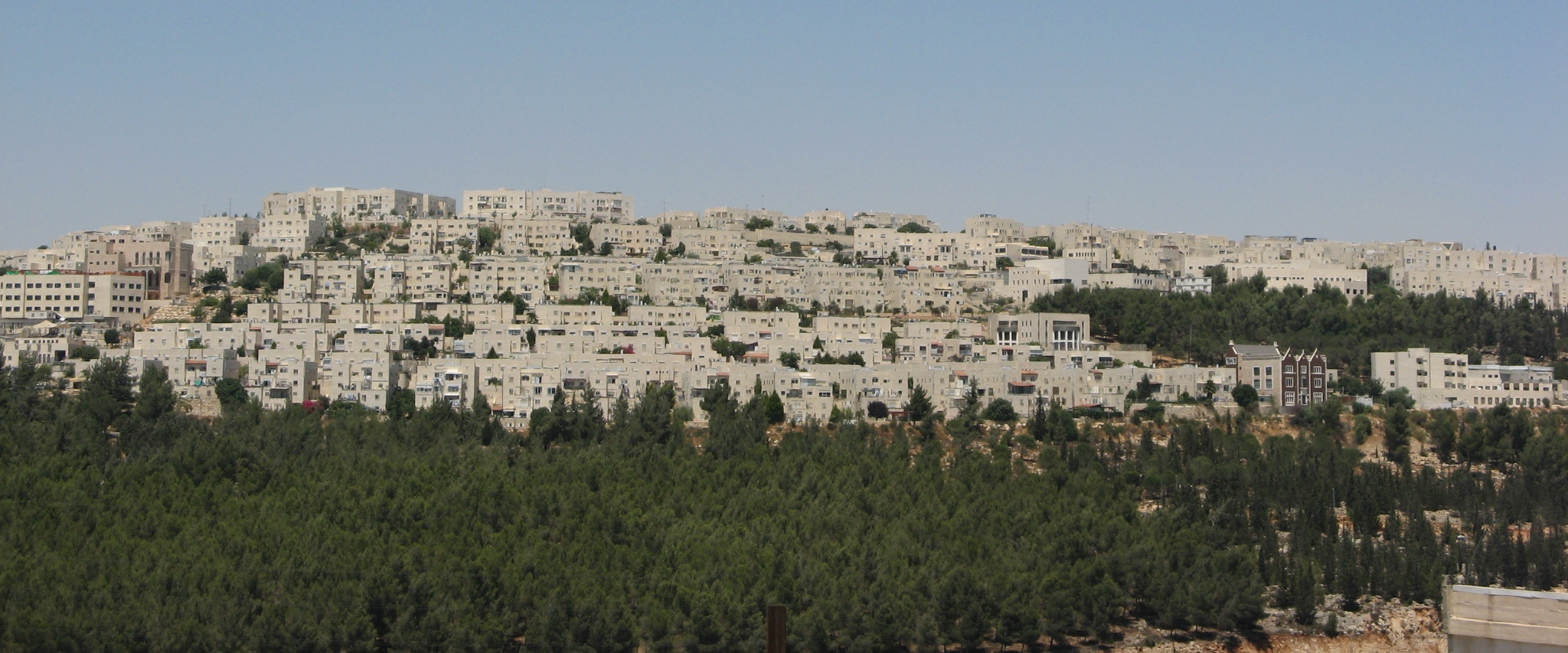
vue générale de Ramat Shlomo

La colonie est fondée en partie sur des terres palestiniennes du village de Shuafat expropriées par Israël dans les années 1970. Ce cas de figure est semblable à celui de la plupart des colonies israéliennes de Jérusalem-Est, elles ont édifiées sur ces terres palestiniennes expropriées ; « près de 35 % des terres de Jérusalem-Est ont été expropriées par les gouvernements israéliens à des propriétaires palestiniens » écrit le chercheur Aviv Tatarsky en 2016. 

## Histoire

### ProjetStade de Shuafat
Avant que le quartier soit construit, le maire Teddy Kollek essaye de promouvoir la création d'un stade de football. La planification de cet ambitieux projet  débute en 1973. Un plan est présenté  visant à construire un centre sportif avec des normes appropriées aux Jeux olympiques. Les travaux d'infrastructures commencent et entraînent des manifestations ultra-orthodoxes contre la construction du stade dans cette partie de la ville. Le Premier ministre Menahem Begin, prend contact avec le maire de Jérusalem et lui demande de suspendre les travaux et lui propose la construction du Stade Teddy a Malha.

### ColonieRamat Shlomo
La colonie prend la forme d'un quartier fondé à la fin des années 1990 par l'architecte Yaacov Yaar. Conçu pour améliorer la situation du logement des secteurs ultra-orthodoxe de Jérusalem, l'accent est mis pour intégrer le quartier aux paysages de Jérusalem. 
En 1992, sept associations orthodoxes ont été sélectionnées pour créer 2100 unités de logement pour des familles dans le besoin.
Le quartier est situé au nord de la ville sur la montagne qui sépare le quartier d'Alon Ramot au nord-ouest du quartier arabe de Shuafat au nord-est. Il est également connu sous le nom « Rekhess Shuafat », ou « Rekhess » (dorsale) car il est situé sur la crête entre les deux quartiers. Le quartier est situé à environ 790 mètres d'altitude. 
Le quartier est nommé en l'honneur du rabbin Shlomo Zalman Auerbach; La plupart des rues du quartier sont appelées par des noms de la Torah, où des rabbins et des personnalités publiques décédés.

### Synagogues

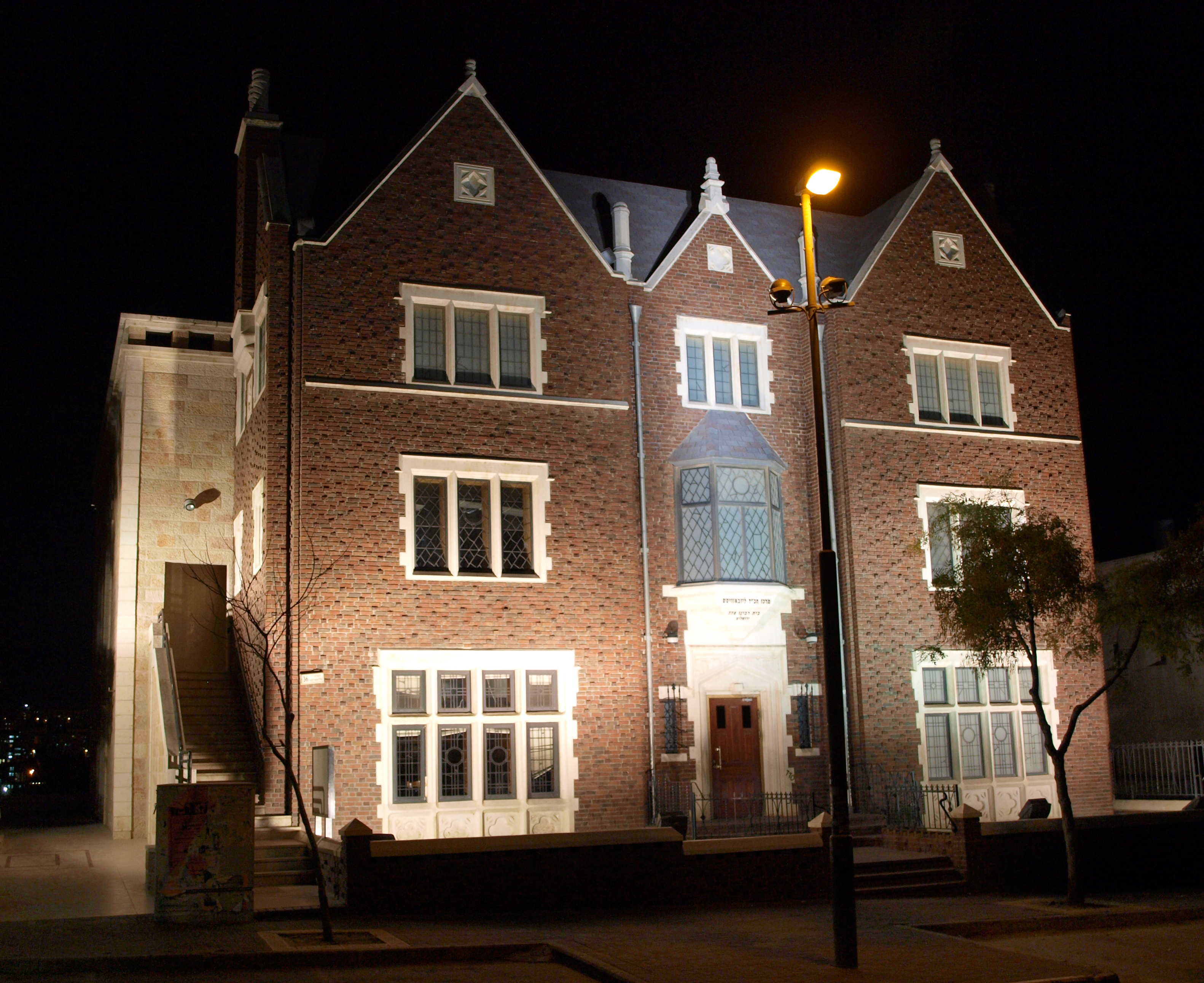
Reproduction du 770 Eastern Parkway (Crown Heights), le quartier général des Lubavitch.

- Synagogue « Central », une synagogue de 400 sièges dotée d'un dôme d'une hauteur de 3 mètres et de 5 mètres de diamètre.
- Synagogue « Hazon Ish ».
- Synagogue « Mishkenot Yaacob ».
- Synagogue « Habad », construite sous la forme de la maison du Rabbi à Brooklyn, connue sous le nom 770 - World Chabad Center (Crown Heights).

## Polémiques
Le 9 mars 2010, le gouvernement israélien suscite une polémique en annonçant, en pleine visite du vice-président américain Joe Biden, la construction de 1600 logements supplémentaires dans cette zone de Jérusalem-Est, territoire palestinien de Cisjordanie occupé par Israël depuis 1967 et annexé dans «une opération non reconnue par la communauté internationale».
La construction de nouveaux logements entraîne la construction d'une route qui passe par des terres palestiniennes, de même que les parcs situés dans la colonie.